# 栃木県道167号蛭田喜連川線
栃木県道167号蛭田喜連川線（とちぎけんどう167ごう ひるたきつれがわせん）は、栃木県大田原市蛭田とさくら市喜連川を結ぶ一般県道である。
途中さくら市穂積 - 金枝間3.2kmは自動車交通困難な隘路であったが、2015年4月に既設の市道への指定変更が行われた。

## 路線概要
- 指定：1961年4月1日
- 距離：13.306km
- 起点：栃木県大田原市蛭田（国道400号交点）
- 終点：栃木県さくら市喜連川（栃木県道74号塩谷喜連川線交点）

## 通過自治体
- 栃木県
  - 大田原市 - 那須郡那珂川町 - さくら市

## 交差する主な道路
- 栃木県道285号福原小川線（大田原市福原）
- 栃木県道52号矢板那珂川線（大田原市福原 - 那珂川町芳井：重複区間）
- 栃木県道25号那須烏山矢板線（さくら市金枝：重複区間）